# Montañas de la Superstición
Las montañas de la Superstición conocidas popularmente como "Las supersticiones", son una cadena de montañas situadas en Arizona, al este del Área metropolitana de Phoenix.
Las Montañas Superstición incluye una variedad de características naturales aparte de su denominación de montañas. Weaver's Needle (una columna rocosa), destino de escalada en roca, es un remanente volcánico muy erosionado, que desempeña un papel importante en la leyenda de la Mina de Oro del holandés perdido. Numerosas rutas de senderismo atraviesan las montañas desde múltiples puntos de acceso, incluyendo el Trailhead Peralta, el más popular. El Cañón Peralta, en el lado noreste de la Montaña Superstición, contiene una popular ruta que conduce a Freemont Saddle, que ofrece una vista muy pintoresca de la Weaver's Needle. Miner's Needle es otra formación prominente en el desierto y un destino de excursión popular. El parque estatal Lost Dutchman, situado en el lado oeste de la montaña de la superstición, incluye varias rutas de senderismo y bicicleta de montaña.
Al igual que con la mayoría del terreno que rodea el área metropolitana de Phoenix, las montañas de la superstición tienen un clima desértico, con temperaturas altas en el verano y sólo un puñado de fuentes de agua. La altitud en la parte oriental más remota del páramo es más alta que la parte occidental, lo cual reduce las temperaturas ligeramente.  
Las montañas fueron una vez conocidas en español como Sierra de la Espuma. Se encuentran protegidas por el Servicio Forestal de los Estados Unidos.